# Кузнецов, Иван Яковлевич
Иван Яковлевич Кузнецов (8  октября 1924 года) — советский художник, член Союза художников СССР, член Союза журналистов СССР.

## Биография
Родился 8 октября 1924 года в городе Алатыри. Приехал с родителями в Туву в 1930 году. Был участником войны с 1942 по 1945 г. 
25 лет работал художественным редактором в Тувинском республиканском книжном издательстве в г. Кызыле в 1957-1980 гг.
Супруга Ксения Михайловна Кузнецова работала инструктором в обкоме комсомола, впоследствии заведующей отделом в обкоме партии Тувинской АССР под руководством С. К. Тока и Г. Ч. Ширшина.
Сын Дмитрий, продолжил дело отца в полиграфии, дизайне и книжно-издательской сфере деятельности.

## Война
На войну ушёл после 10 класса школы. Фронтовой путь начался в учебке в г. Бердске в нач. 1943 г. Воевал составе 76-й Гвардейской Черниговской дивизии. Первое боевое крещение получил близь г. Белёв Тульской обл. Служил командиром взвода миномётного расчёта.
На Украине, при форсировании Днепра  получил первое ранение - контузию. Освобождал Польшу, шёл маршем по Белоруссии и Прибалтике. 9 января 1945 г. в Восточной Германии получил второе ранение - в ногу. Демобилизовался в 1947 г. в г. Свердловске.

## Творчество
В 1948 году он целиком отдается учёбе и искусству. В 1953 году Иван Яковлевич успешно закончил Свердловское художественное училище. После окончания училища работал в кругу художников Кызыла, среди его близких коллег был заслуженный художник РСФСР Т. В. Ряннель из Красноярска, оказавший большое влияние на его творчество.
Работал в различных жанрах и материалах. Особенная любовь к акварели у него появилась, когда он оказался в творческой группе художников-акварелистов, прибывших в Туву в 1970 году. В акварели «Пастбище яков» цвет сдержан и расчетливо положен. Отдельные скупые пятна обозначают группу яков, землю, горы. Большие композиционные и цветовые поиски были в картине «Ловля верблюда».
Работая с 1957 г. в Тувинском книжном издательстве оформил и проиллюстрировал более 200 книг и брошюр. Наиболее значительны из них «Слово арата» С. Тока, «Сказание о Бокту-Кириш и Бора-Шээлей», «Утро древнего края» М. Пахомова, «Киноварь» М. Кенин-Лопсана и др, «Элескей», повести и рассказы В. Ермолаева (1968), Тувинские народные сказки (1955), К-Э. Кудажы «Улуг-Хем неугомонный», дилогия С.Сарыг-оола «Повесть Ангыр-оола», мини-книги «Сказка о Кодур-ооле и биче-кыс» С. Тока и выдержавшую многократное переиздание миниатюру «Поэты славят Туву». В его оформлении вышли книги известных писателей и поэтов Тувы - поэта Ю.Кюнзегеша, поэтессы С. Козловой, артиста М.Мунзука, множество книг в переводе на тувинский язык. Сотрудничал с Николаем Рушевым по изданию книг в его оформлении, оформлял сборники поэзии Степана Щипачёва. К работе над книгой И. Я. Кузнецов подходил как к комплексной задаче, стремясь к творческому решению всех особенностей конструкции и декоративного оформления издания. С увлечением работал над созданием экслибрисов, варьируя технику ксилографии, цинкографии, гравюры на пластике, линогравюры. К числу лучших можно отнести композиции «Из книг Оюна Чыртак-оола» (1967) и «Из книг археолога А. Д. Грача» (1969). Многие графические работы созданы во время пребывания в доме творчества художников-графиков «Челюскинская». 
В 1957 г. в группе, возглавляемой Т.Ряннелем и В.Дёминым, в которую входили художники Тувы, Красноярска и Москвы участвовал в походе высшей категории сложности в верховья Енисея с целью запечатлеть в рисунках красоту дикой природы Саян и истоки Енисея. Статья о походе опубликована Т.Ряннелем в журнале Вокруг света №4,5 за 1957 г. 
Закончив в 1964 году Московский полиграфический институт на отделении книжной графики, где учился на одном курсе и дружил с народным художником РСФСР Маем Митуричем-Хлебниковым начал работать в линогравюре, офорте, литографии. 
В 1966 и 1976 гг в совместной творческой поездке с художником из Москвы Б.Н. Поповым рисовали пейзажи Монголии и Тувы.
В 1976 гг. вместе с художником Б.Н. Поповым запечатлели начало строительства Саяно-Шушенской ГЭС.
В 1977 гг. очередному этапу строительства Саяно-Шушенской ГЭС была посвящена серия акварелей в совместной творческой поездке с художником Михаилом Петровым.
В 1979-80 гг выполнен ряд больших полотен в живописи с сюжетами русских сказок и картина "Ленин и дети".
С 1980 по 1989 гг жил и работал в г. Грозный ЧИ АССР. В этот период выполнена серия портретов героев Советского Союза проживающих в г. Грозном, портреты учёных-нефтяников, графические пейзажи г. Грозного и др. работы.
С 1989 г до смерти проживал в г. Тула, где была выполнена последняя работа - серия из 6 графических полотен посвященная истории г. Тулы для музея транспорта.
И.Я. Кузнецов входит в плеяду художников оставивших значительный след в культуре изобразительного искусства Тувы в 1950-1980-е годы наряду с его коллегами по творчеству художниками В.Ф. Дёминым, С.К. Ланзы, Т. Левертовской, Ю. Курским, Л. Протасовым, Г. Суздальцевым, Ю. Деевым, И. Сажиным, И. Салчаком, С. Сарыг-оолом, Л. Спрыгиным, М. Петровым, И. Туренко. 

## Основные выставки[1]
1. «Сибирь и Дальний Восток» 1956 г., г. Иркутск.
2. Тувинская республиканская выставка работ художников и мастеров прикладного искусства. Посвящается 50-летию Великого Октября 1967 г., г. Кызыл.
3. Республиканская выставка работ художников и мастеров прикладного искусства, посвященная 50-летию Ленинского комсомола 1968 г., г. Кызыл.
4. «Сибирь социалистическая» 1969 г., г. Красноярск.
5. Художники автономных республик РСФСР 1971 г., г. Москва.
6. Выставки трех зон — Сибири, Урала, Дальнего Востока.

## Основные произведения
Живопись:
1. Вавилинский затон. К. м. 5х17. 1956 г.
2. Водопад в верховьях Енисея. Х. м. 13х18. 1958 г.
3. Зимой. К. м. 5х17. 1959 г.
4. Осень. К. м. 23х33. 1957 г.
5. Пороги на Енисее. Х. м.20х32. 1956 г.
6. Хутинский порог. Х. м. 13х17. 1956 г.

Акварель:
1. Гора Монгун-Тайга. Б. акв. 39х59. 1956 г.
2. Женский портрет. Б. акв. 62х44. 1971 г.
3. На дороге в Ак-Довурак. Б. акв. 50х70. 1973 г.
4. Осень под Кызылом. Б. акв. 28х60. 1972 г.
5. Портрет А. М. Чимба. Б. акв. 61х52. 1970 г.
6. Яки на пастбище. Б. акв. 56х76. 1974 г.

Станковая графика:
1. В Хутинском пороге. Офорт 34х40. 1968 г[4].
2. Возвращение с охоты. Линограв. 18х27. 1969 г.
3. На границе. Линограв. 40х50.
4. Песня о прошлом. Литография 36х35. 1974 г.
5. Плотогоны на Ырбане. Офорт. с акв. 35х50. 1974 г.
6. Пограничник А. Иванов. Т. б. бел. флом. 54х39. 1966 г.
7. Романтика Тоджи. Линограв. 33х23. 1969 г.
8. Форпост Родины. Б., акв. 42х59.
9. Часовой с "Индусом". Б., акв. 60х40.
10. Юный друг пограничников. 1968 г. Офорт с акв. 30,5х41.

Книжная графика:
С. Тока «Слово арата»
1. Эскиз обложки б. тушь. гуашь 21х17. 1965 г.
2. Шмуцтитул к кн. б. туш. 15х10. 1965 г.

М. Пахомов «Утро древнего края»
1. Обложка к книге рекрад. 20х32. 1972 г.
2. Иллюстрации к повести «В юрте» графито 27х25. 1972 г.
3. Заставка к повести линограв. 17х23. 1972 г.

Экслибрисы
1. Археологу Иргиту Самбу. Линограв. 6х5. 1967 г.
2. Кандидату в мастера по шахматам О. Чыртак-оолу. Линограв. 8х6. 1967 г.
3. Поэту Ю. Ш. Кюнзегешу. Цинк 6х4. 1967 г.
4. Собственный (монограмма). Офорт 5х7. 1969 г.
5. А. И. Яценко. Ксилогр. 5х4. 1971 г.
6. О. Чыртак-оола. Цинк. 1969
7. В.Разделкин, Ксилогр, 1967, 1973
8. Ю.Е. Коршунова. Ксилогр, 1980
9. И. Самбу. Ксилогр,
10. В.А. Аверихин. Ксилогр,
11. А. В. Сермавкин. Офорт. 1969
12. С.А. Сарыг-оол. Офорт. 1978